# Fondation Louis Vuitton
De Fondation Louis Vuitton of de Fondation d'entreprise Louis Vuitton is een privémuseum in Parijs dat de kunstverzameling van Bernard Arnault bevat. Het museum werd in oktober 2014 geopend.

## Het gebouw
Het gebouw is gelegen in het Bois de Boulogne, net buiten het Parijse 16e arrondissement en is een ontwerp van architect Frank Gehry, die daarbij werd geïnspireerd door het glazen Grand Palais. Het gebouw, waarvan de bouw € 100 miljoen kostte, is opgebouwd uit twaalf op zeilen lijkende elementen. Het geheel heeft wat weg van een met bolle zeilen varend schip. De stichting kreeg de gronden in erfpacht met de afspraak dat na 50 jaar de stad Parijs eigenaar wordt. Het museum omvat een elftal galerieën en meet 11000 m². Er is een auditorium met 400 zitplaatsen en een terras met zicht op de Eiffeltoren voorzien.
Het dichtstbijgelegen metrostation is Les Sablons. De conservator van dienst is Suzanne Paggé, de vroegere directrice van het Parijse Musée d'Art Moderne de la Ville de Paris.
De eerste zes maanden na opening trok het museum een half miljoen bezoekers.

## De collectie
De beeldende-kunstverzameling omvat voor het merendeel werken uit de twintigste eeuw van de onderneming LVMH en Bernard Arnault zelf. Daarbij onder meer werken van Jean-Michel Basquiat, Gilbert & George en Jeff Koons. De stichting gaf opdracht aan Ellsworth Kelly, Olafur Eliasson, Janet Cardiff, George Bures Miller, Sarah Morris, Taryn Simon, Cerith Wyn Evans en Adrián Villar Rojas om speciaal voor deze plek installaties te ontwerpen. Kelly ontwierp een gordijn Spectrum VIII bestaande uit twaalf gekleurde strips voor het auditorium. Olafur Eliasson schiep het werk Inside the Horizon, gemaakt uit 43 prismavormige, van binnenuit verlichte, gele kolommen en geplaatst langs een toegangsweg.

## Tijdelijke tentoonstellingen
De stichting organiseert eveneens tijdelijke tentoonstellingen. Een van de eerste was Les Clefs d'une passion, een expositie van 60 tijdelijke bruiklenen uit grote westerse musea, die beschouwd worden als sleutelwerken uit de moderne kunst die de loop van de kunstgeschiedenis van de twintigste eeuw ingrijpend beïnvloedden.